# Toni Kukoč
Toni Kukoč (Split, Iugoslàvia, 18 de setembre de 1968) també conegut pel sobrenom "La pantera rosa", és un exjugador de bàsquet. Les seves condicions físiques (2,07 m d'alçada i 107 kg de pes) feien que la seva posició natural fos la de 4 (aler pivot), però per les seves condicions tècniques era capaç de jugar en altres posicions del camp, com ara de base, escorta o aler. És considerat un dels millors i més històrics jugadors europeus del bàsquet, i conegut per dur sempre el dorsal número 7.

## Trajectòria
Va començar a sobresortir des de molt jove, proclamant-se campió d'Europa, primer en el campionat Sub-16 l'any 1985 i, posteriorment, en el campionat Sub-18 el 1986. L'any següent Toni Kukoč es proclamaria campió del món Sub-18 amb la selecció iugoslava i seria nomenat millor jugador del torneig. Destaca especialment la seva actuació en el partit de semifinals contra la selecció dels EUA, en el qual va anotar onze triples de dotze intents.
Ja com a jugador professional va liderar un dels millors equips europeus de tots els temps: la Jugoplastika Split. Va començar la seva carrera en la temporada 85/86 amb només 17 anys. La temporada següent, ja era un component important en l'equip. Aquest mateix any guanyaria la medalla de bronze en el Campionat Europeu amb la selecció iugoslava. L'any següent, en la temporada 87/88 guanyaria la lliga nacional amb la Jugoplastika i seria plata olímpica amb la seva selecció, perdent en la final contra la Unió Soviètica. La temporada 88/89 es començaria a forjar la llegenda de la Jugoplastika, al vèncer en la final de la Copa d'Europa de bàsquet al Maccabi Tel Aviv israelià. Aquest mateix any, també guanyaria la lliga del seu país i l'or europeu amb Iugoslàvia. La temporada 89/90 ho guanyaria absolutament tot: lliga, copa i Copa d'Europa, guanyant aquesta vegada el FC Barcelona. Kukoc comptava amb uns companys de luxe, entre els quals figuraven estrelles de la talla de Strenovic, Ivanovic, Sobin, Radja, Naumoski, Perasovic, Savic i Tabak. Aquest mateix any, Kukoc es va proclamar campió del món amb Iugoslàvia.
La temporada 90/91, el seu últim any a Iugoslàvia, va tornar a guanyar lliga, copa i Copa d'Europa, aquesta última derrotant una vegada més al Barcelona en la final. També guanyaria una vegada més l'or en el Campionat d'Europa amb Iugoslàvia, l'últim aconseguit com a equip unificat. Kukoc, que havia estat nomenat millor jugador europeu en els últims tres anys, estava llest per a donar el gran salt a l'NBA. No obstant això, i malgrat haver estat triat en el Draft, el jugador croata romandria a Europa encara dos anys més.
La temporada 91/92 va ser contractat per la Benetton Treviso. En la seva primera temporada, guanya el campionat italià després de derrotar en la final al Scavolini Pesaro i queda subcampió de la Copa perdent contra aquest mateix equip. Amb la recent formada selecció croata assoleix la plata en els Jocs Olímpics de 1992, caient en la final contra el Dream Team dels EUA.
La temporada 92/93 es proclama campió de Copa al vèncer en la final a la Virtus Bolonya i queda subcampió de Lliga contra aquest mateix equip. En la Copa d'Europa també queda subcampió al caure en la final contra el CSP Limoges francès.

### NBA
L'any 1990 Toni Kukoč va entrar en el Draft de l'NBA amb el número 29 de segona ronda, escollit pels Chicago Bulls. Però no va ser fins a la temporada 93/94 en la qual, després d'una reeixida carrera a Europa, i amb vint-i-cinc anys, va donar el gran pas de jugar en l'NBA. En el seu primer any va jugar en qualitat de reserva, malgrat la qual cosa va aconseguir unes bones estadístiques i va entrar en el segon equip Rookie. Amb tot, els Chicago Bulls van caure en els play-off contra els New York Knicks. Aquest mateix any, en el Mundial quedaria en tercer lloc, obtenint la medalla de bronze amb la samarreta de Croàcia.
L'any següent, en la temporada 94/95, la del primer retorn de Michael Jordan, les prestacions de Kukoč van pujar amb escreix, sent gairebé tota la temporada jugador titular de l'equip. Aquesta vegada caurien eliminats pels Orlando Magic en segona ronda de playoffs. Amb la selecció guanyaria la seva última medalla a nivell de selecció, la setena, aquesta vegada un bronze europeu.
El 1995 començaria una de les eres més dominants de l'NBA: la dels millors Bulls de tots els temps. La temporada 95/96 Kukoč tenia la funció de sisè home i, amb uns nombres brillants, va ser nomenat el millor sisè home de l'NBA. Aquest any, aconseguiria el seu primer títol en l'NBA en vèncer en la final als Seattle Supersonics.
La temporada 96/97, continuant amb la seva condició de reserva de luxe, obté el seu segon títol NBA, aquesta vegada guanyant als Utah Jazz. L'any següent guanyaria el seu tercer anell, una altra vegada davant els Utah Jazz. Després de la consecució de tres anells consecutius, els Bulls sofreixen una reestructuració tràgica per als seus interessos (retirada de Jordan, marxa de Scottie Pippen i Dennis Rodman…), per la qual cosa en la temporada 98/99 Kukoč es converteix en el jugador franquícia de l'equip.
La temporada següent, després de sis anys i mig en els Bulls, és traspassat als Philadelphia 76ers, on torna al rol de jugador de banqueta de qualitat. En l'any 00/01, Kukoč s'adona que realment no compta molt per al seu equip, on cada vegada gaudeix de menys minuts. Abans d'acabar la temporada és traspassat als Atlanta Hawks, on finalitza la temporada de forma estel·lar. Roman una temporada més en Atlanta, en qualitat de reserva i és traspassat l'any següent als Milwaukee Bucks, on als seus 38 anys i després de 13 anys d'experiència en l'NBA ha acabat la seva carrera.

### Retirada
El 12 de setembre del 2006 Kukoč informà que si no rebia ofertes dels Bucks o dels Bulls optaria per retirar-se del bàsquet. Malgrat rebre ofertes d'altres equips, Kukoč expressà el seu desig de quedar-se prop de la seva llar a Highland Park (Illinois).